# 张裕恒
张裕恒（1938年2月28日—），物理学家。中国科学技术大学教授。生于江苏宿迁。1961年毕业于南京大学物理系，1965年中国科学院物理研究所研究生毕业。